# Львівський міський комітет Комуністичної партії України
Львівський міський комітет Комуністичної партії України — орган управління Львівською міською партійною організацією КП України (1939–1991 роки). Підпорядковувався Львівському обласному комітету КПУ. У січні 1963 — грудні 1964 року був складовою частиною Львівського промислового обласного комітету КПУ.

## Перші секретарі міського комітету (міськкому)
- листопад 1939 — червень 1941 — Грищук Леонід Степанович
- травень 1944 — грудень 1948 — Грушецький Іван Самійлович
- 27 грудня 1948 — січень 1950 — Коваль Борис Андронікович
- січень 1950 — червень 1950 — Бондар Іван Іванович
- червень 1950 — січень 1952 — Костенко Василь Семенович
- січень 1952 — 15 січня 1958 — Коваль Федір Тихонович
- 15 січня 1958 — 15 січня 1962 — Овсянко Петро Федорович
- січень 1962 — січень 1963 — Куцевол Василь Степанович
- 30 грудня 1964 — 3 грудня 1980 — Бандровський Генріх Йосипович
- 3 грудня 1980 — 20 червня 1987 — Секретарюк В'ячеслав Васильович
- 20 червня 1987 — 17 листопада 1990 — Волков Віктор Олександрович
- 17 листопада 1990 — серпень 1991 — Мартинюк Адам Іванович

## Другі секретарі міського комітету (міськкому)
- листопад 1939 — 15 січня 1941 — Колесниченко Борис Семенович
- 7 лютого 1941 — червень 1941 — Сидоренко Іван Федорович
- липень 1944 — січень 1945 — Чупіс Микола Максимович
- січень 1945 — січень 1950 — Бондар Іван Іванович
- 1 лютого 1950 — вересень 1950 — Єременко Федір Ісакович
- вересень 1950 — січень 1952 — Томашевський Федір Андрійович
- січень 1952 — січень 1963 — Мазур Володимир Степанович
- 30 грудня 1964 — 12 березня 1970 — Святоцький Василь Олександрович
- 12 березня 1970 — 20 лютого 1973 — Ярцев Віктор Іванович
- 20 лютого 1973 — грудень 1980 — Пєхота Володимир Юлійович
- грудень 1980 — листопад 1988 — Омельченко Павло Михайлович
- 26 листопада 1988 — листопад 1990 — Грибан Олександр Миколайович
- 17 листопада 1990 — 1991 — Гетьманчук Микола Петрович

## Секретарі міського комітету (міськкому)
- 194.0 — 7 лютого 1941 — Сидоренко Іван Федорович
- 194.0 — 11 квітня 1941 — Литвиненко Т.С. (по кадрах)
- лютий 1941 — 11 квітня 1941 — Рудич Михайло Антонович (3-й секретар)
- 11 квітня 1941 — червень 1941 — Таран (по промисловості і транспорту)
- 11 квітня 1941 — червень 1941 — Локтіонов О.А. (по кадрах)
- 1941 — червень 1941 — Паламарчук Йосип Омелянович (3-й секретар)
- 1944 — січень 1945 — Рудич Михайло Антонович (3-й секретар)
- 1944 — 1945 — Ломов Григорій Іванович (по пропаганді)
- січень 1945 — березень 1947 — Чупіс Микола Максимович (3-й секретар)
- 194.5 — 1950 — Климов Гліб Васильович (по кадрах)
- 1945 — 1946 — Алексеєнко Олександр Григорович (по пропаганді)
- 1946 — 1948 — Йова Павло Васильович (по пропаганді)
- 1947 — 194.8 — Діхтенко Григорій Каленикович (3-й секретар)
- 194.8 — 1950 — Стогній Н.К.
- грудень 1948 — січень 1950 — Єременко Федір Ісакович
- 1950 — серпень 1952 — Демида Іван Федорович
- 1950 — серпень 1952 — Аугуст Лідія Григорівна
- 1950 — жовтень 1951 — Шамовський Віталій Антонович (по ідеології)
- жовтень 1951 — грудень 1953 — Стешенко Олександр Леонтійович (по ідеології)
- 1952 — серпень 1952 — Крєпкий Костянтин Федотович
- грудень 1953 — 24 жовтня 1960 — Пащенко Василь Якович
- 24 жовтня 1960 — січень 1962 — Фольварочний Іліодор Онуфрійович
- січень 1962 — грудень 1962 — Подоляк Григорій Васильович
- 30 грудня 1964 — 1973 — Кусько Дмитро Данилович
- 1973 — 19 листопада 1985 — Борзенко Анатолій Васильович
- 198.0 — 198.7 — Тавпаш Андрій Іванович
- 19 листопада 1985 — 198.7 — Селіверстова Тетяна Олександрівна
- 1988 — грудень 1989 — Мартинюк Адам Іванович
- 1990 — листопад 1990 — Гетьманчук Микола Петрович
- грудень 1990 — 1991 — Літюга Володимир Євгенович